# Bitka pri Ninivah
Bitka pri Ninivah (grško Ἡ μάχη τῆς Νινευί) (602-628) se je odvijala v severni Mezopotamiji 12. decembra 627 med bizantinsko vojsko pod cesarjem Heraklijem na eni in sasanidsko (perzijsko) vojsko na drugi strani. Predstavljala je zadnji pomemben spopad velike Bizantsko-perzijske vojne. Do bitke je prišlo, ko je perzijska vojska pod vodstvom generala Rhazhadha poskušala zaustaviti Heraklijevo vojsko na njenem pohodu na perzijsko prestolnico Ktezifon. Heraklijeva vojska bila je zahvaljujoč turškim enotam številčnejša in je zmagala, pri tem je bil Rhazhadh ubit. Po nekaterih navedbah naj bi bilo to v naprej dogovorjeno v dvoboju s Heraklijem. Čeprav Heraklij ni mogel takoj zavzeti Ktezifona, je Perzijce, izčrpane po več desetletnih vojnah, poraz toliko demoraliziral, da se je njihova vojska uprla, odstavila kralja Hozroja II. in na prestol postavila Kavada II. ki je hitro pristal na Heraklijeve mirovne pogoje.

## Uvod
Ko je bil cesar Maurice umorjen od uzurpatorja Focasa, je Hosrau II. napovedal vojno, domnevno, da bi maščeval smrt svojega dobrotnika. Medtem ko so bili Perzijci v veliki meri uspešni v prvih fazah vojne, osvojili so veliko Levanta, Egipt in celo Anatolijo, je prevlada Heraklija sčasoma privedla do propada Perzijcev. Heraklij je spremenil ravnotežje, zaradi česar so morali Perzijci v defenzivo in omogočili Bizantincem ponovni zagon. Povezani z Avari, so Perzijci skušali zavzeti Konstantinopel, vendar so bili premagani.
Medtem ko je potekalo obleganje Konstantinopla, se je Heraklij povezal s kar Bizantinski viri imenujejo Hazari pod Zieblom zahodni turški Kaganat, ki jih je vodil Tong Yabghu. Kavkaški Turki so poslali 40.000 vojakov na pomoč Harakliju in leta 626 se je začela tretja Bizantsko-perzijske vojna. Joint Byzantine and Göktürks operations were focused on besieging Tiflis.

## Vdor v Mezopotamijo
Sredi septembra 627, pri čemer je Ziebel nadaljevati obleganje Tiflisa (danes Tbilisi), je Heraklij napadel osrčje Perzije, tokrat z 25.000 do 50.000 vojaki in 40.000 Gokturki. Heraklij je zasledoval Rhahzadhovo vojsko se mu izognil in vdrl v osrčje Perzijskega imperija, v Mezopotamijo. Heraklij je dobil hrano in krmo iz podeželja, tako Rhahzadh, ki mu je sledil ne bi mogel zlahka najti oskrbe svoje vojske. To je povzročilo škodo Rhahzadhovi vojski.
1. decembra je Heraklij prečkal reko Veliki Zab (al-Zāb al-Kabaīr) in se utaboril v bližini ruševin nekdanjega asirskega mesta Ninive. Rhahzadh se je približal Ninivam iz druge smeri. Novica, da se bliža 3.000 perzijskih vojakov je Heraklija prisila k ukrepanju. Dal je videti, da se umikajo iz Perzije in prečkal Tigris.

## Bitka
Heraklij je našel zahodno od reke Veliki Zab nedaleč od ruševin Ninive veliko polje. To mu je omogočilo, da so Bizantinci izkoristili prednosti v boju s sulicami. Poleg tega je megla zmanjšala perzijsko prednost metalnih enot in omogočila Bizantincem le manjše izgube. Rhahzadh je napotil svoje sile v treh množičnih napadih. Heraklij se je navidezno umaknil in od zadaj presenetil Perzijce. Po osmih urah bojev so se Perzijci nenadoma umaknili v bližnje podnožje gora, vendar niso bili premagani. Ob tem je padlo 6000 Perzijcev.
Nikefor I. Carigrajski v Kratki zgodovini pravi, da je Rhahzadha ubil Heraklij v osebnem spopadu. Vsekakor je Rhahzadh v bitki umrl, saj je 3.000 vojakov perzijskih okrepitev prispelo prepozno.

## Po bitki
Zmaga pri Ninivah pa ni bila za Bizantince popolna, saj niso mogli zajeti perzijskega tabora. Vendar pa je bila ta zmaga dovolj pomembna, da je razbila odpornost Perzijcev.
Heraklijeva zmagoviti vojska je ropala Dastagird, Hosrauvo palačo in pridobila ogromno bogastvo. Hosrau je pobegnil v gore Susiana in poskušal zbrati podporo za obrambo Ktezifona. Heraklij ni mogel napasti Kezifona samo zato, ker je bil kanal Nahrawan blokiran zaradi propada mostu.
Perzijska vojska se je uprla in strmoglavila Hosraua II. in ustoličila sina Kavada II., znanega tudi kot Siroes. Hosrau je umrl v ječi, potem ko je pet dni trpel lakoto in bil ustreljen s puščicami. Kavad II. je takoj ponudil premirje Herakliju. Ta je zahteval ostre pogoje vedoč, da je bil tudi njegov imperij izčrpan. V skladu z mirovno pogodbo so Bizantinci spet dobili vsa svoja izgubljena ozemlja, njihove zajete vojake, vojno odškodnino in Pravi križ ter druge relikvije velikega duhovnega pomena, ki so bile izgubljene v Jeruzalemu leta 614. Bitka je označila konec bizantinsko - perzijskih vojn.